# Ptychocharax rhyacophila
Ptychocharax rhyacophila är en fiskart som beskrevs av Weitzman, Fink, Machado-allison och Royero L., 1994. Ptychocharax rhyacophila ingår i släktet Ptychocharax och familjen Characidae. Inga underarter finns listade i Catalogue of Life.